# باشگاه فوتبال آی‌ام‌تی
باشگاه فوتبال آی‌ام‌تی (انگلیسی: FK IMT) یک باشگاه فوتبال مستقر در نیو بلگراد، صربستان است که در حال حاضر در سوپر لیگ فوتبال صربستان، بالاترین سطح لیگ فوتبال در این کشور به فعالیت می‌پردازد.